# Джоузеф Манкевич
Джоузеф Лио Манкевич (на английски: Joseph Leo Mankiewicz) е американски режисьор, сценарист и филмов продуцент. 

## Биография
Роден е на 11 февруари 1909 г. в Уилкс-Баре, Пенсилвания, в семейство на евреи, преселили се от Германия. През 1928 г. завършва Колумбийския университет в Ню Йорк. 

### Кариера
Започва кариерата си в киното в края на 1920-те години. Най-голям успех постига с филмите „Писмо до три съпруги“ („A Letter to Three Wives“, 1949) и „Всичко за Ева“ („All About Eve“, 1950), за които получава наградите Оскар за най-добър режисьор и оригинален сценарий.

### Смърт
Джоузеф Манкевич умира от инфаркт на 5 февруари 1993 г., шест дни преди 84-ия си рожден ден. Той е погребан в гробището Сейнт Матюс в Бедфорд, Ню Йорк. 

## Избрана филмография

### Като режисьор
| Година | Филм                         | Оригинално заглавие        | Бележки                 |
| ------ | ---------------------------- | -------------------------- | ----------------------- |
| 1950   | Всичко за Ева                | All about Eve              | Оскар за най-добър филм |
| 1952   | Пет пръста                   | 5 Fingers                  |                         |
| 1967   | Внезапно, миналото лято      | Suddenly, Last Summer      |                         |
| 1970   | Имаше един нечестен човек... | There Was a Crooked Man... |                         |